# Muzeum Przyrodnicze Wielkopolskiego Parku Narodowego w Jeziorach

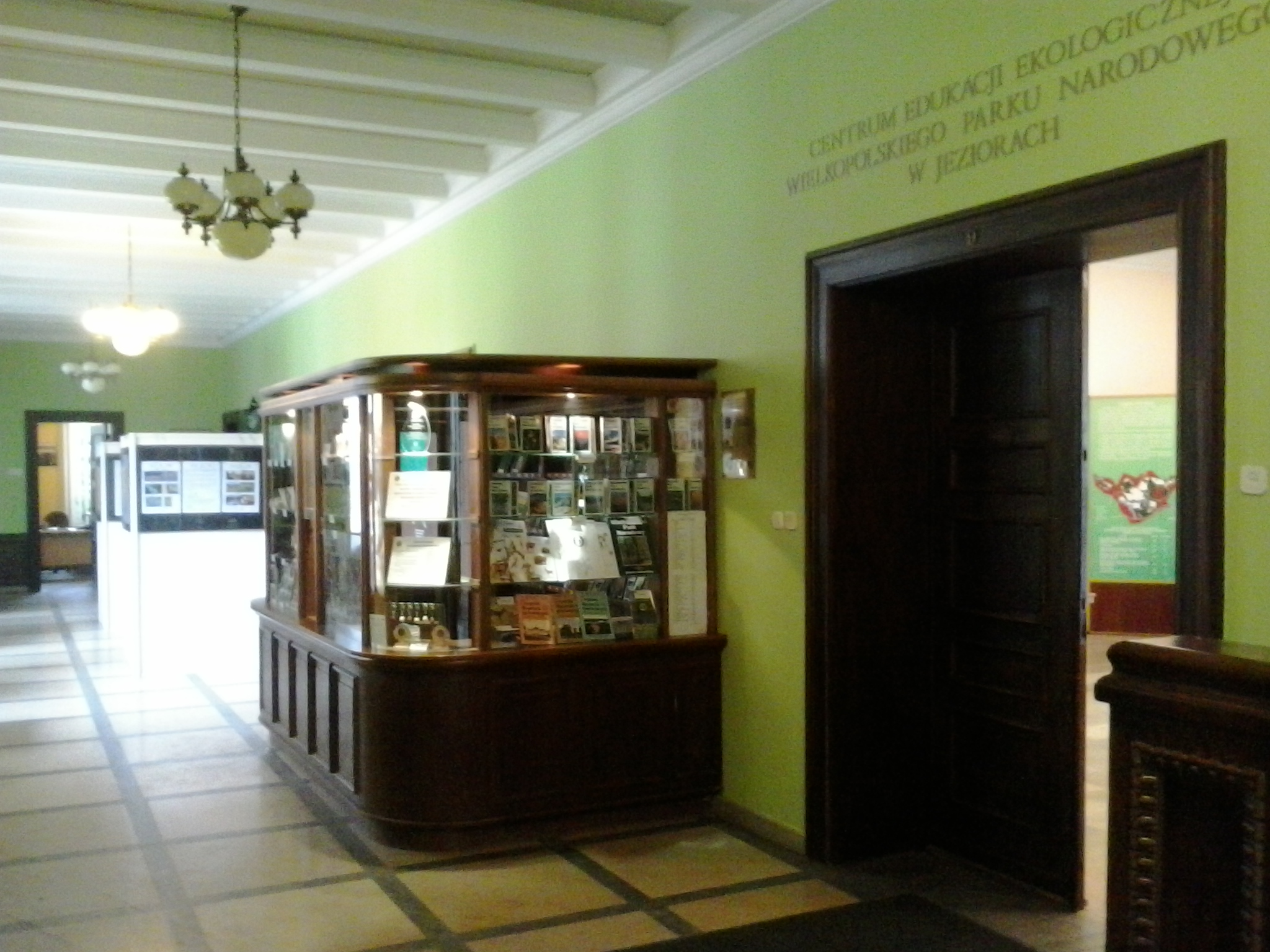
Hol

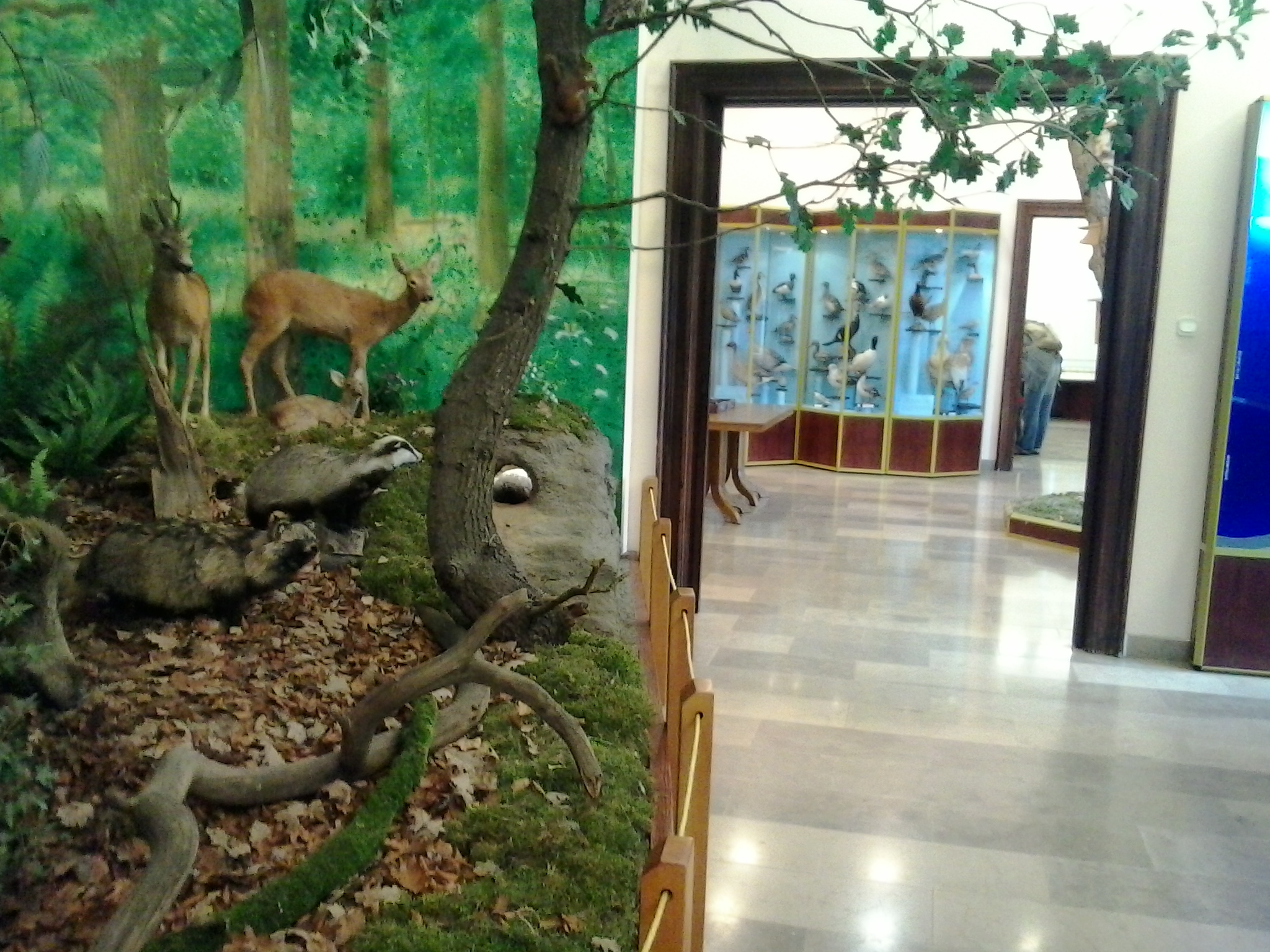
Diorama leśna

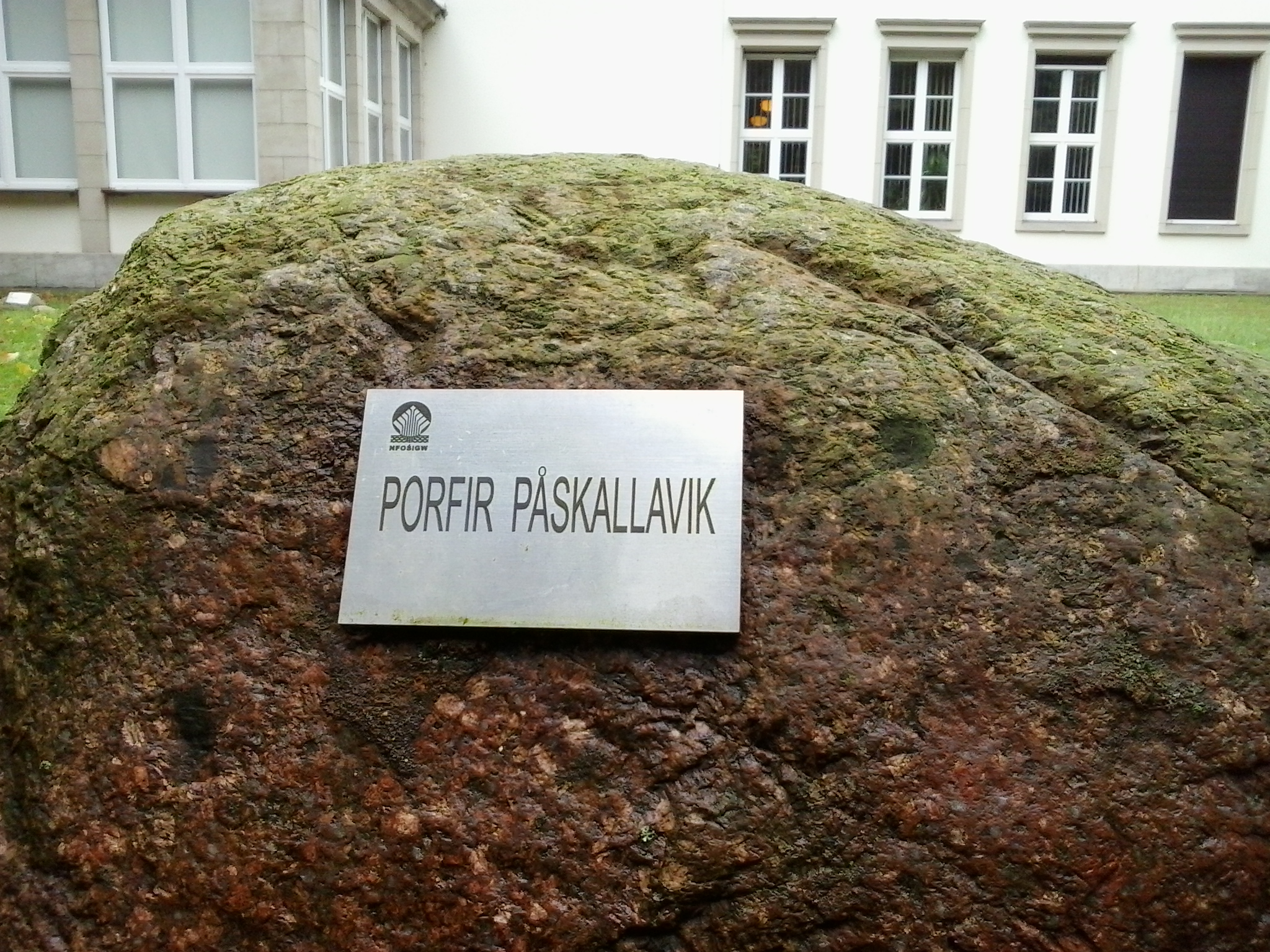
Lapidarium

Muzeum Przyrodnicze Wielkopolskiego Parku Narodowego – muzeum przyrodnicze zlokalizowane w Jeziorach. Gromadzi zbiory związane z Wielkopolskim Parkiem Narodowym. Mieści się w rezydencji zbrodniarza wojennego Arthura Greisera, który kazał ją zbudować w czasie okupacji.

## Historia
Muzeum kontynuuje działalność Muzeum Przyrodniczego WPN w Puszczykowie (ul. Wczasowa), które otwarto 3 albo 4 sierpnia 1952 (pięć lat przed formalnym utworzeniem parku), a założono z inicjatywy Antoniego Wiśniewskiego (1905–1989, leśniczego z Puszczykowa), inż. Gustawa Spławy-Neymana (1890–1966, nadleśniczego Nadleśnictwa Ludwikowo) i inż. Józefa Kostyrki (1892–1951, kierownika Zakładu Bioekologii Instytutu Badawczego Leśnictwa z Warszawy, któremu podlegała Stacja Bioekologiczna w Ludwikowie). Prace nad otwarciem placówki trwały od 1949. Pierwszym kustoszem został Antoni Wiśniewski. Zbiory umieszczono w budynku pogarażowym wybudowanym przez okupantów niemieckich. Na początku eksponowano 530 obiektów (ssaki, płazy, gady i ptaki). Dysponowano też biblioteką.
Zły stan techniczny obiektów spowodował przeniesienie ekspozycji do byłego pałacu Arthura Greisera w Jeziorach (budowa: 1940–1943), który wcześniej mieścił prewentorium przeciwgruźlicze dla dzieci. Powierzchnię ekspozycyjną stanowią cztery parterowe sale (łącznie około 300 m²) i hol do wystaw czasowych. Otwarcie muzeum w nowej lokalizacji nastąpiło w maju 1998. Stanowi ono część Centrum Edukacji Ekologicznej WPN, wraz z salą audiowizualną, leśną szkołą i czterema ścieżkami dydaktycznymi. Rocznie placówkę odwiedza 10–15 tysięcy zwiedzających. W pałacu mieści się też dyrekcja parku narodowego.

## Ekspozycja[2]

### Hol
Wystawy czasowe, a także: historia starań o powołanie paku narodowego, wystawa fotografii prezentujących inne parki narodowe w Polsce, punkt sprzedaży wydawnictw.

### Sala I
- mapa plastyczna parku (diorama),
- szczątki ssaków plejstoceńskich,
- pamiątki po Adamie Wodziczce,
- ekosystemy parku,
- lasy parku (oszklone dioramy),
- profile glebowe,
- skały i minerały z terenów parku.

### Sala II
- dwa akwaria z rybami występującymi w akwenach parku (m.in. okoń pospolity, węgorz europejski, sandacz pospolity, lin, płoć, leszcz),
- diorama leśno-wodna z wypchanymi zwierzętami zamieszkującymi tereny parku.

### Sala III
- kolekcja wypchanych ptaków charakterystycznych dla parku,
- kolekcja jaj ptasich,
- tablice z typami ptasich lotów,
- typy skrzynek lęgowych.

### Sala IV
- świat owadów i ich rola w ekosystemach leśnych,
- kolekcja owadów, w tym motyli,
- reduktory owadów (kolekcja zwierząt żywiących się owadami).

## Tablice pamiątkowe
Na terenie muzeum umieszczono dwie tablice pamiątkowe ku czci prof. Adama Wodziczki, o treści:
- Profesor Adam Wodziczko 1887-1948. Wybitny przyrodnik, kierownik Zakładu Botaniki Uniwersytetu Poznańskiego, inicjator założenia Wlkp. Parku Narodowego[5],
- Inicjator Utworzenia Wielkopolskiego Parku Narodowego, prof. Adam Wodziczko, 1887-1948[5].

## Lapidarium
Po wschodniej stronie pałacu utworzono niewielkie lapidarium, w którym eksponowane są głazy z terenu parku, elementy kamienne pałacu i pozostałości po zniszczonej jaskini piaskowcowej w Puszczykowie.